# Józef Pitschmann
Józef Franciszek Jan Pitschmann, ou Franz Joseph Pitschmann, est un artiste-peintre polonais, né à Trieste, Empire d'Autriche, en 1758, et mort à Kremenets, Ukraine, Empire russe, le 1er septembre 1834.

## Biographie
Il a été élève de l'Académie des beaux-arts de Vienne, sous la direction de Heinrich Friedrich Füger et a été influencé par Heinrich Carl Brandt (1724-1787) et Johann Baptist von Lampi. Il a reçu une médaille d'or de l'académie en 1787 avant d'en venir membre peu de temps après. En 1788 il est invité par le prince polonais J. K. Czartoryski dans sa propriété de Korc à Wołyń où il fait des portraits. Entre 1789 et 1794 il séjourne à Varsovie avec un intermède dû à un court voyage à Poznań.
Il a été professeur de dessin et de peinture au Liceum Krzemienieckie à Krzemieniec (en polonais). Il a peint pendant cette période plusieurs portraits d'aristocrates polonais et du roi Stanislas II Auguste.
En 1794, il se rend à Lemberg, aujourd'hui Lviv, qui était depuis 1772 la capitale du royaume de Galicie et de Lodomérie qui faisait partie de l'empire d'Autriche. Il y est resté jusqu'en 1806. Il y a peint de nombreux portraits d'aristocrates polonais et d'administrateurs autrichiens.
En 1806, il est invité par Tadeusz Czacki, inspecteur des écoles de Wołyń, de Podolie et d'Ukraine, l'invite à devenir professeur de dessin de l'école secondaire, plus tard Lyceum, de Krzemieniec. Il y a peint essentiellement des portraits mais aussi quelques tableaux d'histoire.

## Quelques portraits

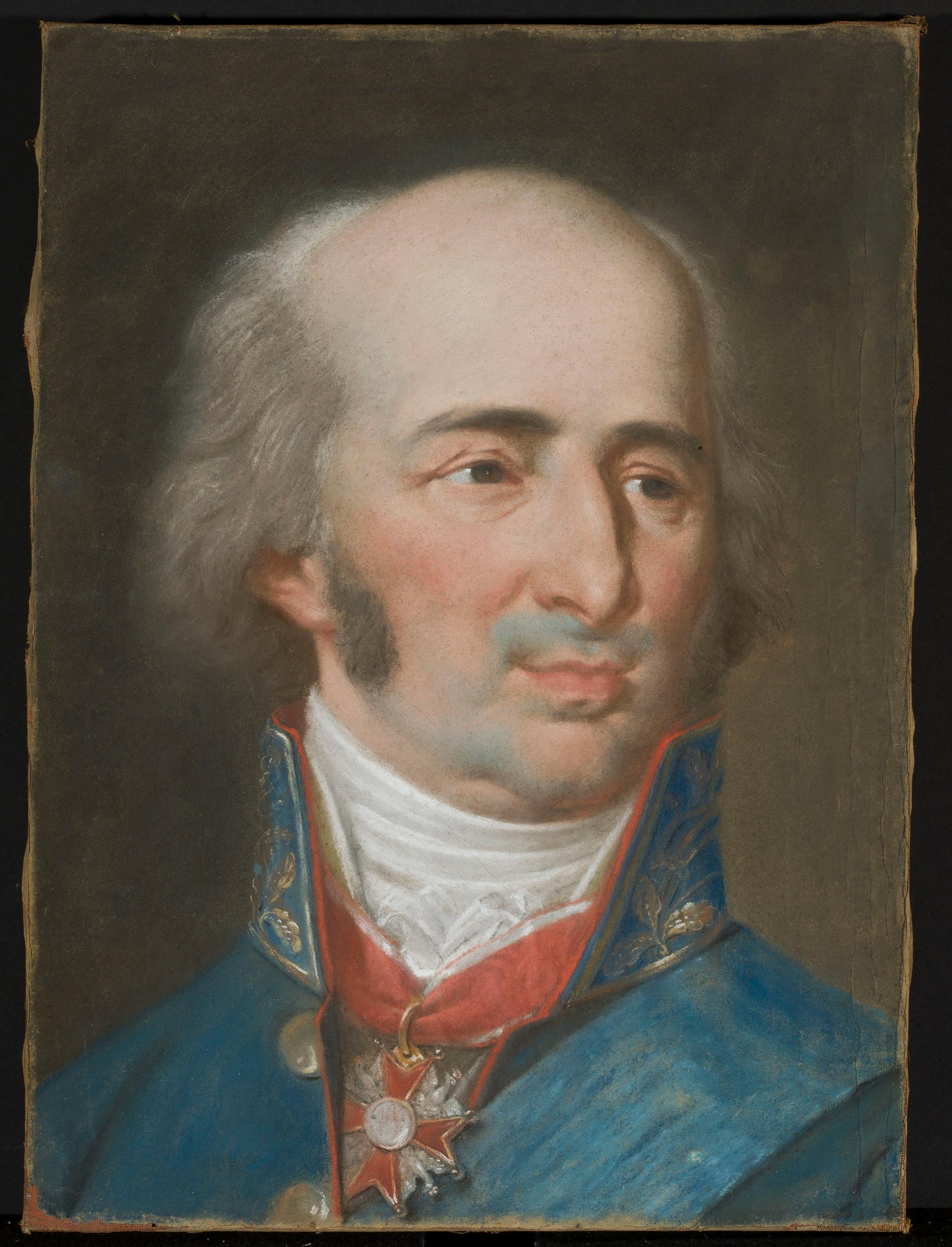
Tadeusz Czacki
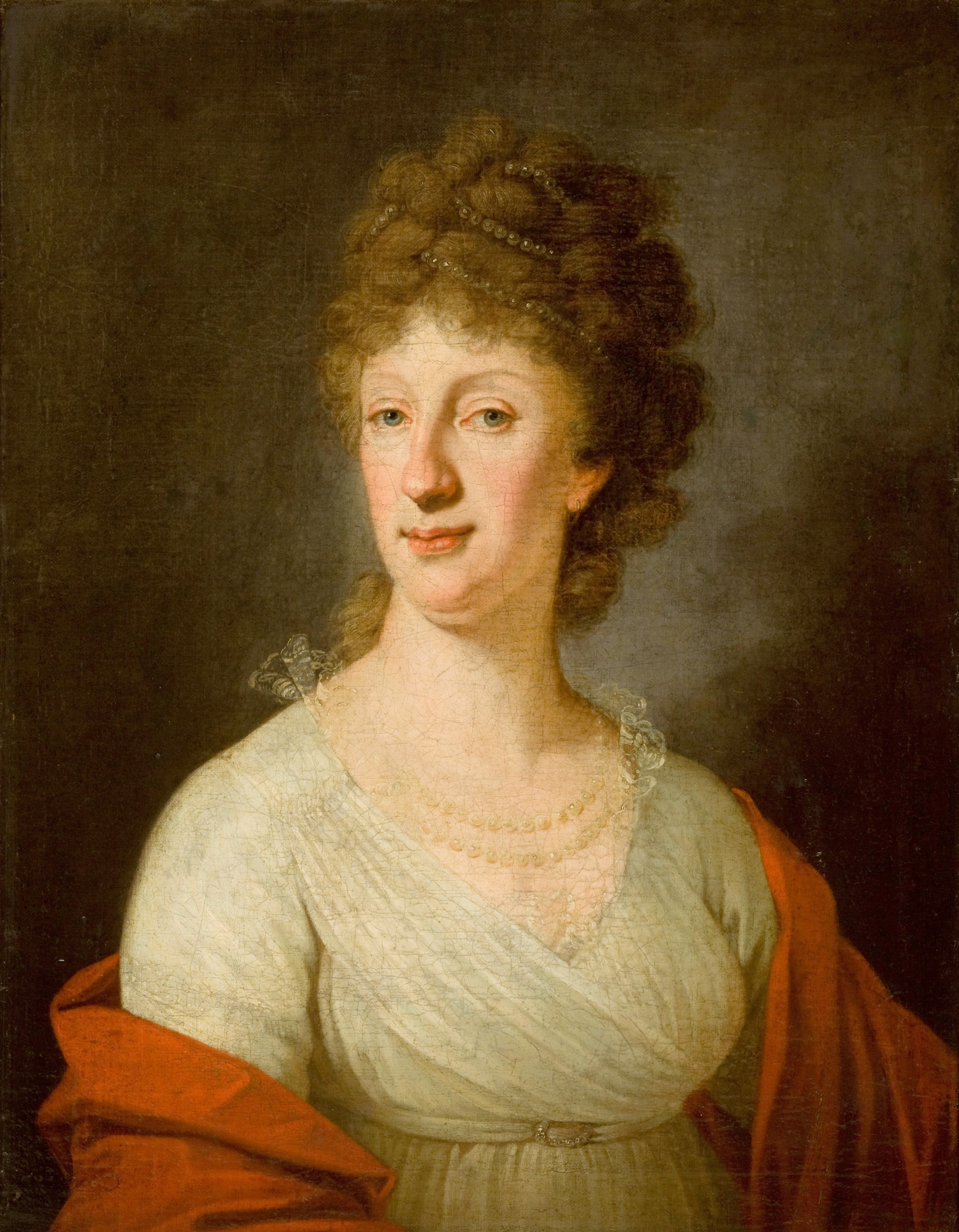
Marie-Thérèse d'Autriche (1767-1827)
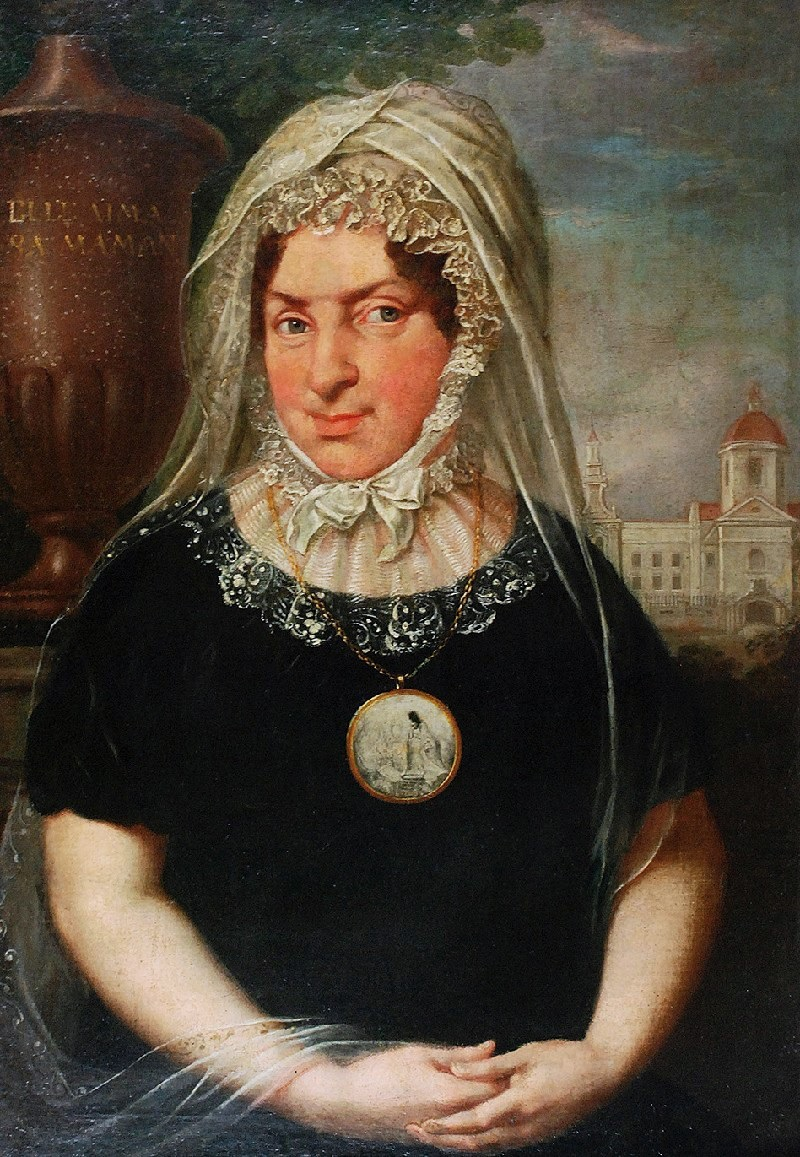
Teresa Stadnicka
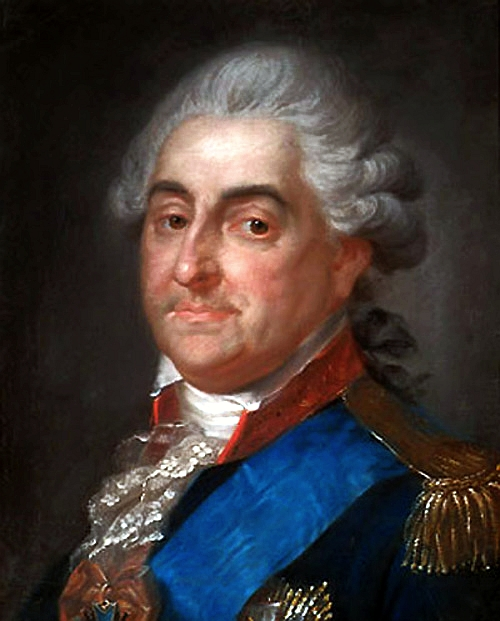
Pastel du roi Stanislas II Auguste

## Source
- (en) Cet article est partiellement ou en totalité issu de l’article de Wikipédia en anglais intitulé « Józef Pitschmann » (voir la liste des auteurs).